# Kenny King
Kenny Layne (Queens, 22 de julho de 1981) é um lutador americano de wrestling profissional, mais conhecido pelo seu nome de ringue, Kenny King, atualmente trabalha para a Total Nonstop Action Wrestling (TNA). Ele era um concorrente na segunda temporada do WWE Tough Enough. Ele também é conhecido por seu tempo na Ring of Honor (ROH), onde ele foi o campeão do ROH World Tag Team Championship. Layne também trabalha como um dançarino do Chippendales.

## Início da vida
Layne cresceu na Flórida. Ele jogou futebol americano como um safety na faculdade. Layne estudou na Universidade do Estado da Flórida, antes de se transferir para a Universidade do Sul da Flórida. Ele, então, mudou-se para Las Vegas, onde estudou na Universidade de Nevada, Las Vegas (UNLV). Ele havia planejado para jogar futebol na UNLV, mas foi suspenso na sua primeira temporada na universidade.

## Carreira no wrestling profissional

### Tough Enoughe circuito independente
Layne tentou entrar para a segunda temporada do reality show da World Wrestling Federation, o programa WWE Tough Enough depois de ver um anúncio em 2002. Enquanto na série, ele foi treinado por Al Snow, Bob Holly, Chavo Guerrero, Jr. e Ivory.  Layne foi um dos quatro finalistas da temporada, que foi ganho por Jackie Gayda e Linda Miles.
Layne então começou a lutar no circuito independente , imediatamente após o Tough Enough. Ele treinou com Nick Bockwinkel, Gary "Rush" Mills, e Casey Scott no Las Vegas Wrestling Academy.
Além de lutar sob sua próprio nome no ringue, ele também ocasionalmente usou os nomes de "Tough Kenny Enough" e "Kenny King". Layne apareceu no Ultimate Pro Wrestling em Anaheim, Califórnia, em 25 de abril de 2003. Ele derrotou o ex-membro do The Real World (e futuro concorrente no Tough Enough) Mike Mizanin em que foi promovido como uma "luta de televisão real". Em meados de 2003 e início de 2004 trabalhou para o Revolution Pro Wrestling em Industry, Califórnia. Entre 2003 e 2005, ele trabalhou para a Alternative Wrestling Show na Califórnia como "The Natural" Kenny King.

### Total Nonstop Action Wrestling (2005-2006)
Layne estreou na Total Nonstop Action Wrestling (TNA) em 3 de dezembro de 2005 no episódio do TNA Impact!, perdendo para Abyss em uma luta curta. Ele continuou a trabalhar para a TNA durante todo o final de 2005 e início de 2006, mas não conseguiu vencer uma única partida. Ele foi usado como um intermediário , tanto em lutas individuais como em luta de duplas, perdendo para lutadores, incluindo Ron Killings, Hoyt Lance e Monty Brown.  Em janeiro de 2006, ele se juntou com Buck Quartermaine para perder para o James Gang e Team 3D. Layne foi libertado da TNA em agosto de 2006.

### Full Impact Pro (2006-2009)
Em 2006 e parte de 2007, King trabalhou principalmente para a Full Impact Pro (FIP). Ele era parte do grupo "Young, Rich and Ready For Action" (o YRR) com Chasyn Rance, Rinauro Sal, Madison Steve, Claudio Castagnoli e Daffney. Em 9 de novembro de 2007, King e Jason Blade ganharam o FIP Tag Team Championship ao derrotar os Briscoe Brothers (Jay and Mark). Eles reinaram por mais de um ano até 20 de dezembro de 2008, quando eles perderam o campeonato para Erick Stevens e Roderick Strong

### Ring of Honor (2007–2012)
King fez sua estréia no Ring of Honor (ROH) no  Motor City Madness 2007 em 14 de setembro de 2007, ao lado de seu companheiro de equipe da YRR Chasyn Rance, quando derrotaram Mitch Franklin and Alex Payne em um combate de duplas. Após a luta, no entanto, o YRR em uma promo, desafiou os lutadores da ROH, o que levou Bryan Danielson a  derrotar King e Rance, em luta de improviso. Ao longo dos próximos meses, King competiu nas lutas de duplas com alguma combinação de Rance, Sal Rinauro e Jason Blade para diferentes graus de sucesso. No Age of Insanity em agosto de 2008, King desafiou Danielson novamente, mas foi novamente bem sucedida, e ele passou a perder para Kevin Steen no Night of the Butcher II e Jerry Lynn no Glória de Honra VII.
No The French Connection King foi marcado com Kenny Omega para enfrentar Briscoe Brothers, mas abandonou Omega meio durante a luta, quando Rhett Titus veio ao ringue. King e Titus saíram juntos, mostrando uma nova aliança entre eles. Ao longo dos próximos meses, Kingi e Titus competiram tanto em lutas individuais como em duplas, e sem sucesso, desafiou Kevin Steen e El Generico para o ROH World Tag Team Championship no Insanity Unleashed. No Steel City Clash, King e Titus revelaram sua aliança com Austin Aries, quando eles atacaram antigos aliados de Aries, Erick Stevens e Matt Cross, com Aries se tornar um mentor para Rei e Titus.
A equipe ganhou uma segunda chance pelo ROH World Tag Team Championship no programa Ring of Honor Wrestling, e pegou uma série de vitórias durante o Double Feature II na turnê do Canadá, e no Never Say Die e Validation King perdeu para Danielson mais uma vez em competições individuais, e ele e Titus foram derrotados por The Young Bucks nno Manhattan Mayhem III. Mais vitórias seguidas em tendências violentas e fim de uma era.

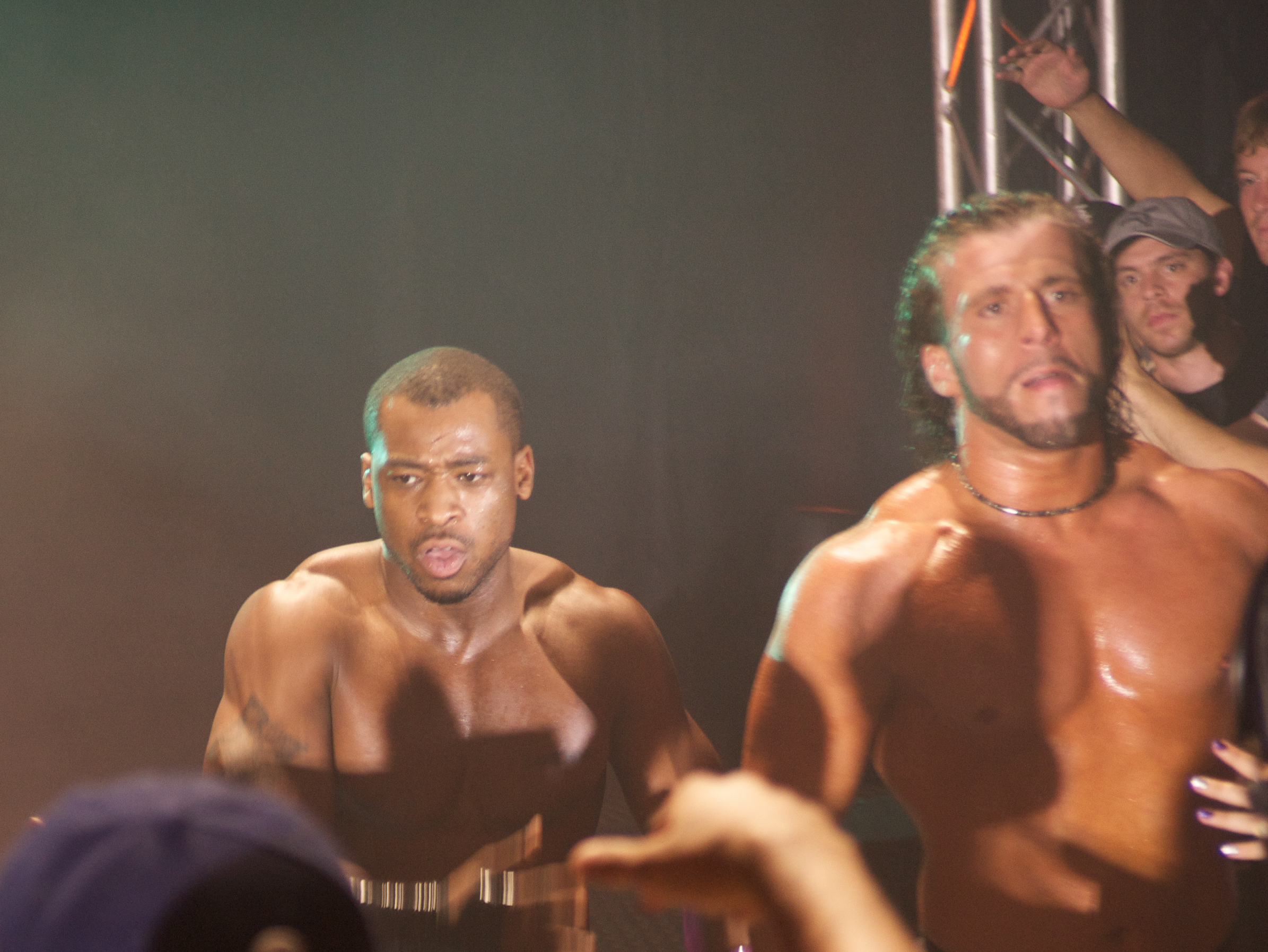
O All Night Xpress de King (esquerda) e Rhett Titus (direita) em 2011.

Nas gravações do Ring of Honor Wrestling em 15 de agosto de 2009, King bateu Lynn. Após a luta, King e Titus atacram Lynn, e realizou um piledriver em Lynn, ficando inativo na competição. Ele continuou em uma série de vitórias, derrotando Eddie Kingston e Brent Albright no Ring of Honor Wrestling, antes de ele e Titus derrotarem The Young Bucks no Clash Of The Contenders. King fazia parte das lutas iniciais para ganhar um lugar no ranking do SPick 6 Conentenders Series, mas não teve sucesso. No Final Battle 2009 pay-per-view, King derrotou Roderick Strong e ganhou o número 4 do ranking. Em 29 de janeiro de 2010, King enfrentou Lynn, na primeira luta da volta de Lynn. Ele originalmente ganhou a luta, mas atacou King após a luta acabar, fazendo com que o árbitro revertesse a decisão, e deu a King a vitória por desclassificação. No The Big Bang! pay-per-view, em 3 de abril, King perdeu sua Pick Six ranking para Davey Richards. Em 13 de setembro de 2010, a Ring of Honor anunciou que Layne tinha assinado uma extensão de contrato com a promoção.
Em 12 de novembro de 2010, King participou do torneio ROH Survival of the Fittest Ele derrotou El Generico na primeira rodada para avançar para a final, uma partida de eliminação de seis homens, onde ele era o último homem eliminado por Eddie Edwards. Em 18 de dezembro no Final Battle 2010 do All Night Express, derrotou Adam Cole e Kyle O'Reilly, anunciando a sua intenção de se tornar campeão do ROH Tag Team Championship em 2011. Em 26 de fevereiro de 2011, no 9th Anniversary Show, King e Titus falharam em sua primeira tentativa de ganhar o ROH World Tag Team Championship, quando eles foram derrotados pelos Kings of Wrestling (Chris Hero e Claudio Castagnoli). Durante o programa com o Kings of Wrestling, King e Titus mostraram sinais de mocinhos, e finalizou sua vez em 19 de março no Manhattan Mayhem IV, depois de derrotando os irmãos Briscoe. No entanto, em uma revanche sangrenta no segundo show do Honor Takes Center Stage, The Brothers Briscoe venceram. Em 17 de setembro no Death Before Dishonor IX, o All Night Express derrotaram os os irmãos Briscoe em um combate de escada para se tornar os desafiantes ao ROH Tag Team Team Championsip. Em 24 de junho no Best in the World 2012: Hostage Crisis, King e Titus derrotaram Wrestling's Greatest Tag Team (Charlie Haas e Shelton Benjamin) para ganhar o ROH World Tag Team Championship pela primeira vez. Depois de fazer uma aparição para a TNA, ROH cortou seus laços com King em 5 de julho e cinco dias depois oficialmente despojaram ele e Titus do ROH World Tag Team Championship.

### Retorno a TNA (2012-presente)

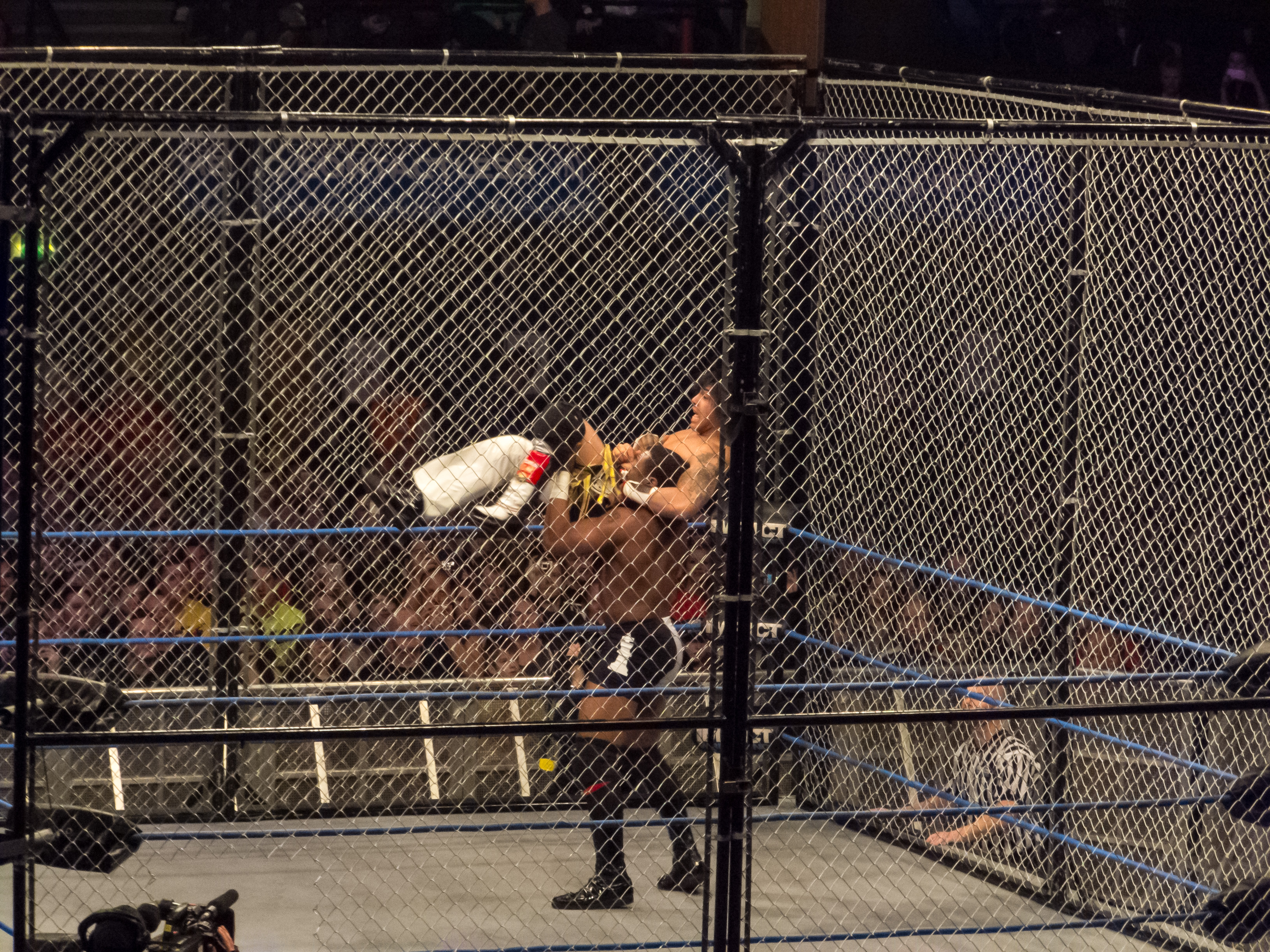
Na TNA, Kenny King começou a lutar na X Division com lutadores como Zema Ion.

Em 24 de junho de 2012, contrato de King com a ROH expirado. Em um acordo, a ROH permitia King para pesar as suas opções com outras promoções com a condição de que ele não lutar por eles. Em 5 de julho no episódio do Impact Wrestling, King lutou em uma partida, derrotando Lars Only para se qualificar para o torneio pelo TNA X Division Championship no Destination X. Posteriormente, a ROH afirmou que considerou esta uma "violação de seu acordo verbal" inaceitável e cortou os laços com ele. Em 8 de julho no Destination X, King derrotou Douglas Williams para se qualificar para as finais do torneio. Mais tarde, naquele mesmo evento, King foi derrotado por Zema Ion na final numa luta Ultimate X match, que também incluiu Mason Andrews e Sonjay Dutt. King voltou ao Impact Wrestling em 26 de julho, quando foi escolhido a dedo pelo campeão dos pesos-pesados da TNA Austin Aries como o candidato número um pelo X Division Championship de Zema Ion. King acabou perdendo a luta seguindo a interferência do rival de Aries, Bobby Roode. Na semana seguinte, King se uniu com Aries, em um combate de duplas, onde derrotaram Ion e Roode, com King fazendo o pinfall em Ion para conseguir a vitória. Após a luta, King foi nomeado o desafiante ao X Division Championship.. King recebeu sua oportunidade de título em 12 de agosto no Hardcore Justice, mas foi derrotado por Ion. No dia seguinte, foi relatado que King tinha assinado um contrato com a TNA. No episódio de 6 de dezembro do Impact Wrestling, King derrotou Kid Kash e Zema Ion para se tornar candidato número um pelo X Division Championship. Três dias depois, no Final Resolution, King falhou em sua luta pelo título contra Rob Van Dam. No episódio seguinte do Impact Wrestling, King foi derrotado por Van Dam em uma luta sem o título em jogo, por mais que King estivesse com os pés nas cordas. Na semana seguinte, a tensão entre King e Van Dam aumentou após King abandonar Van Dam numa luta de duplas contra Matt Morgan e Joey Ryan. Em 10 de janeiro de 2013, no episódio do Impact Wrestling, King derrotou Zema Ion para ganhar o direito de enfrentar Christian York em um combate para determinar o desafiante número um ao TNA X Division Championship no Genesis. No entanto, três dias depois, no pay-per-view, King foi derrotado por York. Em 7 de fevereiro no episódio do Impact Wrestling, King desafiou sem sucesso Rob Van Dam pelo X Division Championship em uma luta three-way, envolvendo também Zema Ion. Duas semanas mais tarde, King recebeu outra chance pelo X Division Championship, mas foi novamente derrotado por Van Dam.
No episódio de 28 de fevereiro do Impact Wrestling, Kenny King finalmente derrotou Van Dam para ganhar seu primeiro campeonato da X Division, em um combate onde se King perdesse ele teria se sair da X Division. King fez sua primeira defesa de título bem sucedida em 10 de março no Lockdown, derrotando Christian York e Zema Ion em uma luta three-way. Em 21 de março no episódio do Impact Wrestling, King derrotou Sonjay Dutt e Zema Ion em uma luta three-way para reter o X Division Championship. King, então, defender o título contra Petey Williams e Zema Ion em 18 de abril episódio no Impact Wrestling e contra Williams e Chris Sabin no episódio 16 de maio. Em 2 de junho no Slammiversary XI, King perdeu o Campeonato da X Division para Sabin em uma luta Ultimate X, também envolvendo Suicide. King perdeu a revanche no episódio de 27 de junho do Impact Wrestling, depois que ele sofreu o pinfall de um Suicide impostor (que mais tarde revelou ser Austin Aries) em uma luta three-way, que também incluía o então campeão Chris Sabin e retirou-o da disputa do título. King retornou em 25 de setembro no episódio do Impact Wrestling para enfrentar Aries, o atacando em seguida. Logo depois, Aries derrotou King em uma luta individual.

## Outras mídias
Em 22 de julho de 2003, Layne apareceu no programa de televisão The Strip como "Felix" no episódio "Father's Day Blues". Layne também apareceu na série de curta duração da Nickelodeon, My Brother and Me no episódio intitulado Dee Dee's Haircut. Layne apareceu no game show de namoro Baggage em 9 de março de 2011, ele era um dos três homens em potencial para a concorrente feminina a escolher. Ele durou até a rodada de eliminação final.

## No wrestling
- Movimentos de finalização
  - Coronation[51] (Backbreaker rack caindo em um DDT) (ROH)
  - Royal Flush (Fireman's carry spun out em um side slam[52]) (TNA)
- Movimentos secundários
  - Cradle suplex[53]
  - Múltiplas variações de chutes
    - Enzuigiri[54]
    - Rolling wheel[54]
    - Spinning heel[53]

  - Springboard clothesline[54]
  - Springboard blockbuster
- Com Rhett Titus
  - Movimentos de finalização da dupla
    - One Night Stand (Combinação Powerbomb (Titus) / Diving neckbreaker (King)[4])
- Alcunhas
  - "The Natural"[3]
  - "The Pretty Boy Pitbull"[55]
- Temas de entrada
  - "Magic Machine" por Dale Oliver[56] (TNA)
  - "King of the Ring" por Dale Oliver[57] (TNA)

## Campeonatos e prêmios
- Full Impact Pro

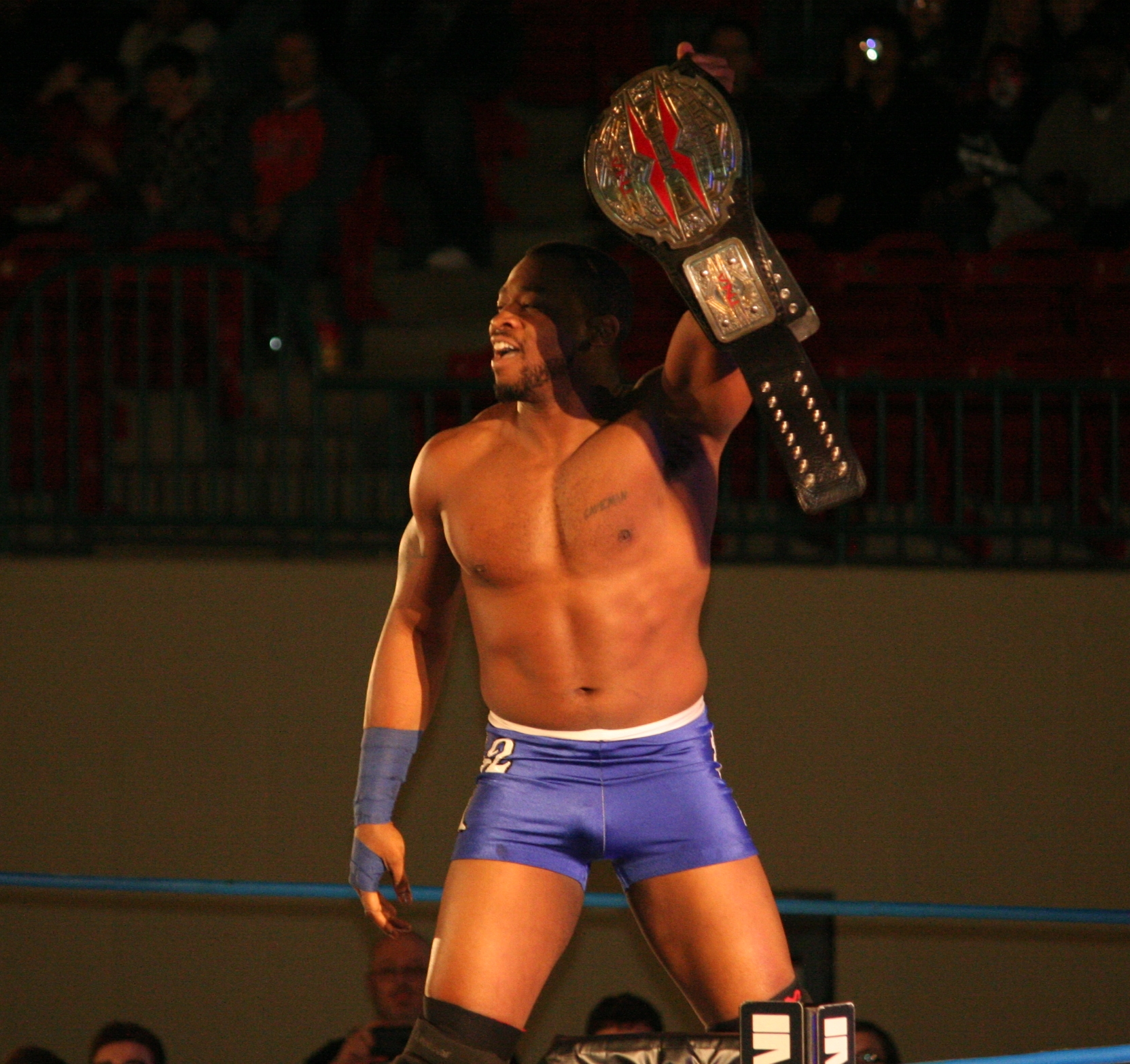
Kenny King como campeão da X Division.

  - FIP Tag Team Championship (1 vez) – com Jason Blade[58]
- Pro Wrestling Illustrated
  - O PWI classificou-o em #36 dos 500 melhores lutadores individuais da PWI 500 em 2013[59]
- Ring of Honor
  - ROH World Tag Team Championship (1 vez) – com Rhett Titus[23]
- Total Nonstop Action Wrestling
  - TNA X Division Championship (1 vez)[60]
- Ultimate Wrestling Federation
  - UWF Vegas Heavyweight Championship (1 vez)[3]